# Gladiolus invenustus
Gladiolus invenustus är en irisväxtart som beskrevs av Gwendoline Joyce Lewis. Gladiolus invenustus ingår i släktet sabelliljor, och familjen irisväxter. Inga underarter finns listade i Catalogue of Life.